# Phrygionis isthmia
Phrygionis isthmia là một loài bướm đêm trong họ Geometridae.